# Этокский памятник
Это́кский па́мятник (Этокская статуя, Статуя Дука-бек) — памятник неясного происхождения из гранита памятник высотой 2,65 м, покрытый рисунками и резными надписями. Время создания точно не установлено: по одним оценкам — IV век н. э., по иным данным — XII век, конец XV — начало XVI века или начало XVII века.
Памятник обнаружен И. Гюльденштедтом в 1773 году справа от дороги «Нальчик — Пятигорск», у нынешнего селения Этока. В 1881 году монумент был перевезён в Москву в Исторический музей, где с того времени находится в 12-м зале.
Надписи на памятнике рассматривались как выполненные на кабардинском языке, но оказались поддельными.

## Описание и датировка
Первым памятник описал немецкий путешественник и естествоиспытатель Иоганн Гюльденштедт после путешествия по Кавказу в 1771—1773 годах. В мае-июне 1773 года он посетил Большую Кабарду, где увидел памятник на берегу реки Этоко — правого притока Подкумка. Изваяние воина стояло на кургане, рядом вытекал источник и проходила дорога.
Рисунок памятника, вместе с подробным описанием, он опубликовал в своей книге «Reisen durch Russland und im Caucasischen Gebürge». И. Гюльденштедт воспроизвёл руническую надпись Этокской статуи и дал подробное описание монумента. Затем рисунок был повторен в книге графа Яна Потоцкого «Путешествие в Астраханские степи и на Кавказ» (Т. 1, Париж, 1829).
Канцлер граф Николай Румянцев — основатель знаменитой Румянцевской библиотеки, неоднократно совершал учёные поездки по губерниям России. Летом 1823 года он ездил с научной экспедицией по окрестностям Пятигорска.
В своём письме от 23 июня 1823 года митрополиту Евгению Болховитинову Н. Румянцев дал подробное описание памятника:

Монумент состоит из одного гранитного камня вышиною в 8 футов и 8 дюймов. Очень грубо изображает человеческую фигуру с руками до самого пояса, а ниже пояса видна надпись. Она тем более интересна, что начертана на неизвестном языке буквами, составленными частью из греческих, а частью из славянских. После подписи высечены разные грубые фигуры. Одна изображает двух рыцарей. Лицо у статуи похоже не на монгольское, ибо нос длинен, и не на черкесское, будучи слишком кругло. Но что всего любопытнее и что может привести к разным заключениям, то это изображение маленького креста, находящееся на задней части воротника.

Просветитель адыгейского народа Шора Бекмурзин Ногмов в 1893 году в своей книге «История адыхейского народа» также даёт описание:

Памятник этот представляет молодого человека в шитой шапочке и в платье, похожем по покрою на нынешний бешмет с продольной строчкой. Застегнут он четырьмя четвероугольными застёжками и подпоясан кожаным узким поясом, прошитым посредине ниже лифа; платье идёт складками. Ноги не сделаны, но нижняя часть представляет столб с греческой надписью на передней стороне и множеством фигур, представляющих людей на охоте за зверями, воинские игры пеших и конных людей и с правой стороны колчан со стрелами, ниже пояса статуи, а с левой — сабля с рукояткой наподобие грузинской и лук в футляре. В этой греческой надписи можно многое разобрать и, между прочим, имя Баксана…

Шора Ногмов пересказал адыгейские легенды о памятнике, а также указал, что в конце надписи, высеченной на постаменте, стоит дата — IV век н. э.
И. Гюльденштедт первым заметил, что на нижней части истукана рельефно изображен человек, стреляющий из ружья, а огнестрельное оружие появилось на Кавказе в конце XV — начале XVI века, поэтому Дука-Бек, скорее всего, относится к этому периоду.
Просветитель Ш. Б. Ногмов и историк А. Ж. Кафоев относили памятник к IV веку. Академик Латышев В. В., лингвист Г. Ф. Турчанинов и этнограф Л. И. Лавров датировали его XII веком. Более новые исследования датируют памятник началом XVII века.

## Надписи
Заинтересовавшийся в 1886 году памятником академик В. В. Латышев предложил своё прочтение начальных строк: «Успокоился раб божий Георгий Грек …130 года 12 марта». От чтения последующих строк ученый отказался, заявил, что смысл их «не поддается восстановлению».
В 1940-х — 1950-х годах предпринимались попытки придать кабардинцам (адыгский субэтнос) глубокую историческую традицию через атрибуцию их предкам ряда известных исследователям древних письменных памятников. Особенно активно этим занимался ученик Н. Я. Марра (создателя псевдонаучного «нового учения о языке») лингвист Г. Ф. Турчанинов. В августе 1946 году он выступал в Нальчике на сессии Кабардинского НИИ, где сделал сенсационное сообщение о надписи V—VI веков, которая выполнена греческим алфавитом на кабардинском языке. Турчанинов делал вывод, что уже в этот период кабардинцы отделились от основного адыгского массива и перешли на территорию современной Черкесии, состояли в общении с Византией и обладали своей письменной традицией.
Первая часть написана по-гречески и переводилась: «Успокоился (умер) раб божий Георгий, грек, …130 года, 12 марта». Турчанинов заметил, что вместо «грек» надо читать «Пек».
Вторую часть надписи Турчанинов транскрибировал на кабардинском языке, с греческими буквами: "Тыкъу къуй Къаныкъу, къу Пек у(ы) цӏэрэ (хе), хайа Мэрэмэкъу ы къуй, я(й)уэ ытыку" (транскрипция), что на современном кабардинском звучит как «Тыкъуэ икъуэкӏэ Іэ Къаныкъу (и къуе) Пек уи цӏэр хэхауэ, Мэрэмыкъуэ и къуэкӏэ яиуэ итщ», и переводится: «Туко сын Кануко сын — Пек (Бек), имя тебе принадлежащее (что содержится в этой надписи), изготовлено (врезано) Маремуко сыном».
Опираясь на результат Г. Ф. Турчанинова, А. Ж. Кафоев сделал свой вариант прочтения Этокской надписи: «Таукъуэу къуий, къаныкъуэу къуэу Пакъ ут Заурэ хэуа. Iэрэмэкъуэу уэ уи къуэу лӏий яйщ». Перевод: «Восемь сыновей Тауо, воспитанник — сын Пак погибли в сражении с утами. Плеяде сыновей восьми мужчинам (или восьми храбрейшим) посвящён (памятник)». Приведенные здесь слова Этокской надписи автор сопоставил со словами предания «Повесть о Баксане, сыне Дауове».
Позднее Турчанинов признался, что эта надпись была поддельной. Затем Турчанинов (1947; 1948; 1957) предпринял попытки прочесть на кабардинском языке ещё ряд неясных средневековых надписей, написанных греческим алфавитом, что позволило в его интерпретации существенно расширить территорию средневековых кабардинцев до устья Терека на востоке и северо-западной части нынешнего Ставропольского края на севере.

## Судьба памятника
В 1849 году по настоянию члена Одесского общества любителей древностей А. С. Фирковича памятник был привезён в Пятигорск, что спасло изваяние от возможной гибели в последующем: здесь он находился в «музее под открытым небом», который располагался ниже Елизаветинской (ныне Академической) галереи в парке «Цветник». Памятник оставался собственностью Пятигорска вплоть до 1881 года, когда изваяние было перевезено в Москву, в Государственный Исторический музей, где остаётся до сих пор.
В Национальном музее Кабардино-Балкарской республики в Нальчике выставлена, вероятно, копия памятника. Другая копия памятника находится в холле Пятигорского краеведческого музея. Её планируется сделать центральным экспонатом ландшафтного музея на горе Горячая (отрог Машука).

## Предание адыгов
Кабардинский просветитель XIX века Шора Ногмов приводит якобы записанное им адыгское предание (известно только по его рукописи).
В IV веке на реке Баксане жил князь Дауо, у которого было восемь сыновей и одна дочь. Старший сын его Баксан был знаменитый нарт своего отечества. Говорят, что он был убит «готфским царём» со всеми своими братьями и восьмидесятью знаменитейшими нартами. Услышав это, народ предался отчаянью: мужчины били себя в грудь, а женщины рвали волосы на голове, говоря: «Хьэдащ, хьэдэщ Дауо и къуийр, хьэдэ мыгъуэщ! Дауо и къуий, уей Дауо и къуий», то есть «Убиты, убиты Дауовы восемь сыновей, увы! Дауовы восемь сыновей».
Предание говорит, что сестра убитых Дауовых сыновей перенесла их трупы в Кабарду, похоронила с честью на берегу реки Этоко и воздвигла на могиле каменный памятник. Народ называет этот памятник «Дауко Баксан», то есть «Дауов сын Баксан». Предание дополняется песней.